# Olga García
Olga García Pérez (* 1. Juni 1992 in Dosrius) ist eine ehemalige spanische Fußballspielerin.

## Karriere

### Vereine
García spielte das erste Mal im Seniorinnenbereich für den FC Barcelona B, der zweiten Mannschaft des FC Barcelona, und rückte zur Saison 2010/11 in die erste Mannschaft auf, für die sie ihre Premiere in der Superliga, der seinerzeit unter diesem Namen höchsten Spielklasse im spanischen Frauenfußball, erlebte. Die Folgesaison wurde mit der Meisterschaft und die darauffolgende mit dem Double (Meisterschaft und Vereinspokal) abgeschlossen.
Nachdem sie von 2013 bis 2015 für den Ligakonkurrenten UD Levante gespielt hatte, kehrte sie zum FC Barcelona zurück, dem sie bis zum Saisonende 2017/18 – ein zweites Mal – angehörte und in dieser Zeit zweimal den Copa de la Reina, den nationalen Vereinspokal gewann; beide Male wurde Atlético Madrid – mit 4:1 und 1:0 – bezwungen.
Dem im Pokal unterlegenen Verein gehörte sie von 2018 bis 2020 an und gewann am Ende ihrer ersten beiden Saisons ebenfalls die Meisterschaft, das Pokalfinale 2019 hingegen wurde mit 1:2 gegen Real Sociedad San Sebastián verloren. Ihre letzten vier Jahre als Fußballspielerin verbrachte sie beim EdF Logroño. Mit der Mannschaft erreichte sie am Saisonende das Pokalfinale, in dem diese am 13. Februar 2021 mit 0:3 dem FC Barcelona unterlegen war.

### Nationalmannschaft
Ihr Debüt als Nationalspielerin für den RFEF gab sie in der U19-Nationalmannschaft am 11. September 2010 in Sarajevo beim 4:0-Sieg über die U19-Nationalmannschaft Bosnien-Herzegowinas im ersten Spiel der 1. Qualifikationsrunde für die Europameisterschaft 2011 in Italien; sie erzielte mit dem Treffer zum 3:0 in der 84. Minute sogleich ihr erstes Länderspieltor. Zwei weitere in dieser Qualifikationsrunde (6:0 vs. Griechenland, 1:1 vs. Dänemark) und drei in der 2. Qualifikationsrunde (3:0 vs. Polen, 2:1 vs. Schottlands, 4:0 vs. Österreich) bestritt sie ebenfalls. In der EM-Endrunde 2011 bestritt sie alle drei Spiele der Gruppe B und schied mit ihrer Mannschaft auf Platz 4 aus dem Turnier aus. Ihre letzten drei Länderspiele in dieser Altersklasse waren die drei EM-Qualifikationsspiele der 1. Qualifikationsrunde für die Europameisterschaft 2012 in der Türkei (9:0 vs. BiH, 8:0 vs. Moldawien (1 Tor), 3:0 vs. Schweiz).
Ihr Debüt in der  A-Nationalmannschaft erfolgte am 20. Oktober 2012 in Glasgow beim 1:1-Unentschieden gegen die Nationalmannschaft Schottlands im EM-Playoff-Hinspiel für die Europameisterschaft 2013 in Schweden. Doch erst am 26. November 2015, mit dem zweiten (ihrer fünf) Spiel(e) in der EM-Qualifikationsgruppe 2, beim 3:0-Sieg über die Nationalmannschaft Irlands in Dublin, wurde sie erneut berücksichtigt. Bei der Europameisterschaft 2017 wurde sie im zweiten Spiel der Gruppe D bei der 0:2-Niederlage gegen die Nationalmannschaft Englands und im Viertelfinale gegen die Nationalmannschaft Österreichs eingesetzt, die das Spiel mit 5:3 im Elfmeterschießen für sich entschied. Ferner bestritt sie (die ersten) fünf Spiele der WM-Qualifikationsgruppe 7, nahm sowohl am Turnier um den Algarve-Cup 2017 als auch am Turnier um den Zypern-Cup 2018 (in jeweils vier Spielen) teil, aus denen sie mit ihrer Mannschaft jeweils als Sieger hervorgegangen ist. Zu ihrer Länderspielkarriere gehörten auch insgesamt 13 Freundschaftsspiele (2016 und 2017 jeweils 3, 2018 1, 2019 6), von denen ihr letztes auch das letzte ihrer Karriere war und am 24. Mai 2019 in Logroño mit 0:0 gegen die Nationalmannschaft Kanadas endete. Im Estadio Municipal Las Gaunas wurde sie in der 57. Minute für Andrea Sánchez eingewechselt.

## Erfolge
Nationalmannschaft
- Zypern-Cup-Sieger 2018
- Algarve-Cup-Sieger 2017

FC Barcelona
- Spanischer Meister 2012, 2013
- Spanischer Pokal-Sieger 2017, 2018

Atlético Madrid
- Spanischer Meister 2018, 2019
- Spanischer Pokal-Finalist 2019

EdF Logroño
- Spanischer Pokal-Finalist 2020